# Erites russelli
Erites russelli är en fjärilsart som beskrevs av John Nevill Eliot 1960. Erites russelli ingår i släktet Erites och familjen praktfjärilar. Inga underarter finns listade i Catalogue of Life.